# Dulce María
Dulce María Espinosa Saviñón, bolje poznana kot Dulce María, mehiška pevka, igralka, pisateljica in skladateljica, * 6. december 1985, Ciudad de México.  

## Zgodnje življenje
Dulce María se je rodila v glavnem mestu Mehike. Je hči Fernanda Espinose in Blance Saviñon, ki je učiteljica. Prav tako je pra-nečakinja zelo znane slikarke Fride Kahlo. Dulce ima še dve starejši sestri, Blanco Ireri, ki je študirala filozofijo, in Claudio.
V otroštvu se je pričela zanimati za igralstvo in mama jo je pričela voziti na avdicije za reklamne oglase in telenovele. V času odraščanja je šolanje končala s pomočjo zasebnih učiteljev.

## Kariera
Dulce Maria je začela svojo kariero pri šestih letih, in sicer je snemala reklame. Nato se je preselila na Televiso in tam delala prispevke za 'Plaza Sesamo'. Delala je tudi za Discovery Kids in Disney Channel. Od takrat je nastopala v 8 telenovelah ter serijah in v 4 filmih. Dulce poleg petja in igranja tudi piše pesmi. Ustvarila je besedilo za pesem »Quiero Poder«. Ta pesem je bila hit. Napisala je več pesmi, ki jih bodo vključili v prihodnje zgoščenke od RBD. Napisala je tudi »Te Daria Todo«, pesem ki bo na zgoščenki »Empezar Desde Cero Fan Edicion«...

## Zasebno življenje
Leta 2006 je Dulce začela pisati knjigo svojih najosebnejših pesmi ˝Dulce amargo˝, ki so izšle 14.2.2008. Knjiga je poleg v Mehiki bila voljo tudi v Sloveniji kjer je naprodaj v kompletu z revijo Telenovele total in prek telefonske prodaje.

## Filmografija
- Corazón que miente (2016) igra Renata Ferrer Jáuregui / Mireya Berlanga
- Alguien ha visto a Lupita? (2010) igra Lupito
- Verano de amor (2009) igra Mirando Parea Olmos
- RBD: La Familia (2007) igrala je Dul
- Rebelde (2004-2006) igrala je Roberto Alejandro Mario Rey de Reverte Pardo
- Clase 406 (2002-2003) igrala je Marcelo 'Marce' Mejía
- Locura de Amor (2000) igrala je Ximeno
- Bienvenida al Clan (2000)
- Primer amor... a mil por hora (2000) igrala je Brittany
- Siempre te Amaré (2000)
- DKDA (1999)
- Infierno en el Paraíso (1999)
- Inesperado Amor (1999)
- Nunca te Olvidaré (1999) igrala je Silvio Requeno Ortiz
- Huracán (1998) igrala je Rocío
- El Vuelo del águila (1996)

### Albumi z RBD
Španski Studio Albumi
1. Rebelde (2004)
2. Nuestro Amor (2005)
3. Celestial (2006)
4. RBD La Familia (2007)
5. Empezar desde cero (2007)

Angleški Studio Albumi
1. Rebels (2006)

Portugalski Studio Albumi
1. Rebelde (brazilska verzija) (2005)
2. Nosso Amor (brazilska verzija (2006)
3. Celestial (brazilska verzija) (2006)

Albumi v živo/DVD-ji
1. Tour Generación RBD en Vivo (2005)
2. Live in Hollywood (2006)
3. ¿Que Hay Detrás de RBD? (2006)
4. Live in Rio (2007)
5. Hecho En España (2007)
6. Empezar Deste Cero Fan Edition (2008)